# Vera Cruz (Bahia)
Vera Cruz è un comune del Brasile nello Stato di Bahia, parte della mesoregione Metropolitana de Salvador e della microregione di Salvador. Occupa circa il 70% della superficie totale dell'isola di Itaparica. Il territorio restante è amministrato dal comune di Itaparica. Entrambi i comuni fanno parte della Regione Metropolitana di Salvador.
La sede del comune è localizzata nell'abitato di Mar Grande, approdo delle imbarcazioni che effettuano servizio di collegamento con la capitale Salvador.
L'area territoriale del comune comprende gli abitati di Barra do Gil, Coroa, Baiacù, Conceiçao, Barra Grande, Tairù, Aratuba, Berlinque, Cachaprego, Catù, Mandaratiba, Jiribatuba, Campinas e Ponta Grossa.